# Ogurtsi
Ogurtsi (en rus: Огурцы) és un poble del krai de Krasnoiarsk, a Rússia, segons el cens del 2010 tenia 87 habitants. Pertany al districte municipal d'Àban.